# Hard Trance
A Hard Trance az 1990-es évek  elején született, Németországból származó zenei stílus. 

## Sajátosságai
Az évek alatt kialakult Trance fajtáknak az egyik legalapvetőbb változata. Erős dobok jellemzik, amit sokszor fűszereznek meg különböző GATE-effektekkel. Egyes előadók a Trance-ből átvitt eufórikus, sokszor érzelmesebb dallamokat is beleépítik zenéikbe, így a hangsúlyával a klasszikus Trance-ből származik keményebb formában, gyakran Acid hangokkal. A dallam megvalósítására (téma) a Trance-ben használatos ún. synth leadeket, stringeket és padokat használnak. Volt egyfajta búgás, amit először a Human Resource készített, és ezt a korai Techno-ból vették át, ez a „Dominator”. A Dominator, egy hirtelen megemelkedő, aztán szép lassan leereszkedő hangfajta volt, amit leadekből készítettek. 
A Hard Trance 4/4-es ütemmutatójú, gyors, általában 140-150 BPM között hallható. A Trance többi fajtájával szemben ma már nem annyira ritka, mivel egyre több előadó lett Hard Trance-es vagy indul Hard Trance stílusban. Nemrég történt egy kis változás benne: sötétebb hangzásvilág jelent meg, HardStyle elemekkel, gyengébb „off beat” basszusokkal, és lendületesebb snare (azaz pergődob) játékokkal. Jones & Stephenson száma a „The First Rebirth” volt az első Hard Trance szám, amit valaha csináltak, bár a sebessége elég erősen húzott még a Hardcore felé.

## Előadók
| 1. Alphazone 2. Bas & Ram 3. Brent Sadowick 4. Carl Nicholson 5. D10 6. Dark by Design 7. Phil York 8. Jon the Dentist 9. Jon The Baptist 10. Jones & Stephenson 11. KNSTRKT DSTRKT (Construct Destruct) 12. Kai Tracid - ő Acid Trance-es, ami a Hard Trance testvére. 13. Mat Silver & Tony Burt 14. Uberdruck 15. Yoji Biomechanika - régi Hard Trance számaival hihetetlenül újat alkotott. Ma már sajnos nem alkot Hard Trance stílusban. 16. Vandall 17. Louk 18. Hennes & Cold 19. Cosmic Gate 20. Nish 21. DJ Scot Project 22. Mass In Orbit 23. Dj The Crow 24. JTB & Dj Chuck-E 25. Andrea Montorsi 26. Dave Joy 27. Chris & Matt Kidd 28. Luca Antolini Dj 29. M-Zone | 1. Steve Hill 2. Megara vs. DJ Lee 3. Dj Changsta 4. Dj Wag 5. DJ Ben Eye & Log:One 6. Dj Slideout 7. Tommy Pulse 8. Sa.Vee.Oh 9. Ralph Novell 10. Masif Dj's 11. Soren Weile 12. Neon Lights 13. MDA And Spherical 14. Xlr Project 15. Zor & Key 16. Ajenda 17. Walt jensen 18. Ziggy X 19. Mikkas 20. Topmodelz 21. Deepforces 22. Jesselyn 23. Mark Sherry 24. Axel Coon 25. Technikal 26. G&M Project 27. Joop 28. JamX 29. Martin Roth 30. Frank Ellrich 31. Thalamus 32. Dave 202 |

## Fordítás
- Ez a szócikk részben vagy egészben  a   Hard Trance című angol Wikipédia-szócikk ezen változatának fordításán alapul.  Az eredeti cikk szerkesztőit annak laptörténete sorolja fel. Ez a jelzés csupán a megfogalmazás eredetét és a szerzői jogokat jelzi, nem szolgál a cikkben szereplő információk forrásmegjelöléseként.